# Phare de Squirrel Point
Le phare de Squirrel Point (en anglais : Squirrel Point Light) est un phare actif situé sur l'île et ville de Arrowsic, au bord de la rivière Kennebec dans le Comté de Sagadahoc (État du Maine).
Il est inscrit au Registre national des lieux historiques depuis le 21 janvier 1988 .

## Histoire
Le phare a été mis en service en 1898 dans le cadre d'une modernisation majeure des feux de la rivière comme le phare de Doubling Point et les phares d'alignement de Doubling Point et en même temps que le phare de Perkins Island.
L'île Arrowsic est une grande île de la côte du Maine, délimitée par un certain nombre de rivières à marée. La principale, la rivière Kennebec, se trouve du côté ouest de l'île et coule vers le sud depuis le principal port et la grande ville de construction navale de Bath jusqu'au golfe du Maine.
Squirrel Point est la pointe sud-ouest de l'île. Le phare comprend une tour, une maison de gardien, une grange, un hangar à bateaux et une maison à carburant rajoutée en 1906. Un bâtiment de signalisation sonore est attachée à un côté du phare. La maison du gardien est une structure à ossature de bois sur deux étages.
la station de signalisation a été automatisée en 1982. Sa lentille de Fresnel d'origine est maintenant exposée au phare de Portland Head à Cape Elizabeth. Les bâtiments ont été restaurés par l'association Citizens for Squirrel Point  qui avait récupéré le bail en 2013 à la Chewonki Foundation (en).

## Description
Le phare  est une tour octogonale en bois, avec une galerie et une lanterne de 7,5 m de haut, fixée au bâtiment de signal de brouillard. La tour est non peinte et la lanterne est noire. Son feu isophase émet, à une hauteur focale de 10 m, un éclat rouge de 3 secondes par période de 6 secondes. Sa portée est de 7 milles nautiques (environ 13 km). Il possède aussi un feu à secteurs blanc, couvrant le chenal avec une portée de 8 milles nautiques (environ 15 km).
Il est aussi équipé d'une corne de brume automatique émettant un blast par période de 10 secondes.

## Caractéristiques dufeu maritime
Fréquence : 6 secondes (R)
- Lumière : 3 secondes
- Obscurité : 3 secondes

Identifiant : ARLHS : USA-788 ; USCG : 1-6100 - Amirauté : J0156 .
|                |
| Squirrel Point |

|          |
| Le phare |

|                 |
| Hangar à bateau |